# Ceraphron melantatocephalus
Ceraphron melantatocephalus är en stekelart som beskrevs av Paul Dessart 1967. Ceraphron melantatocephalus ingår i släktet Ceraphron och familjen pysslingsteklar. Inga underarter finns listade i Catalogue of Life.